# Francesco di Paola Cassetta

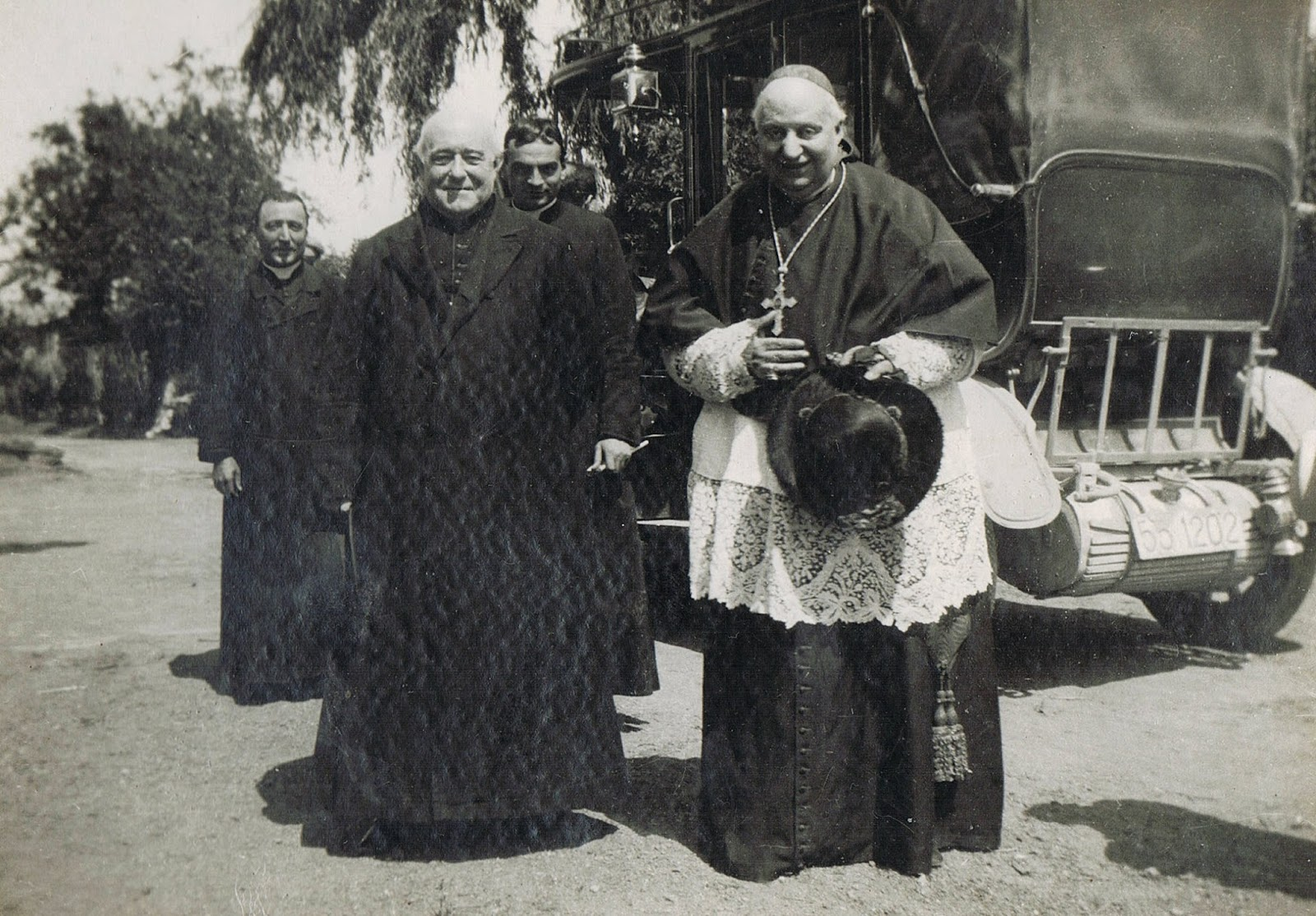
Kardinal Francesco di Paola Cassetta (rechts) mit Louis Duchesne

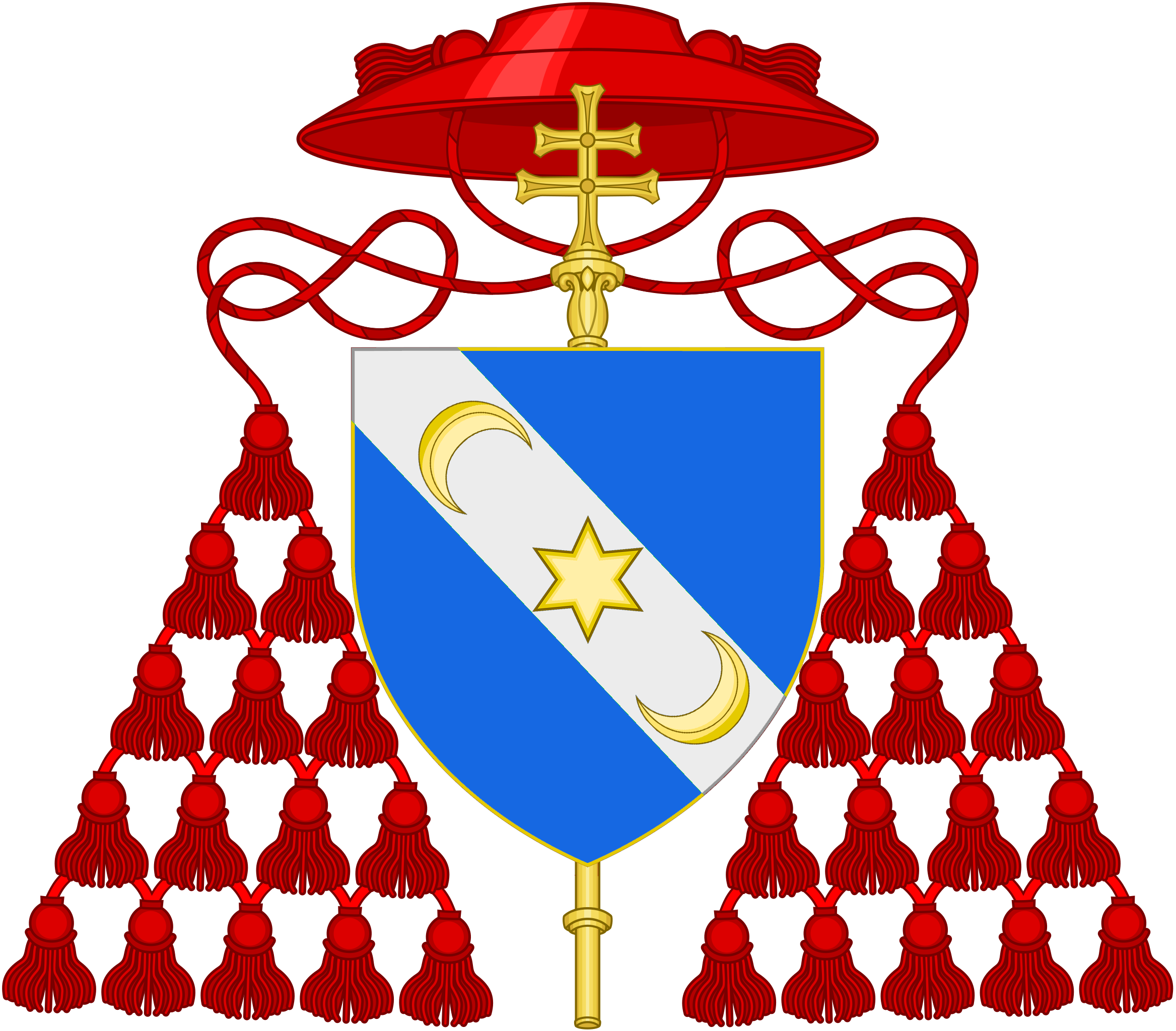
Kardinalswappen (Nachzeichnung)

Francesco di Paola Kardinal Cassetta (* 12. August 1841 in Rom; † 23. März 1919 ebenda) war ein italienischer Geistlicher und Kurienkardinal der römisch-katholischen Kirche.

## Leben
Er empfing am 1. September 1848 das Sakrament der Firmung und studierte später am Päpstlichen Römischen Priesterseminar, wo er am 10. September 1863 zum Dr. theol. und am 24. August 1866 zum Dr. iur. utr. promoviert wurde. Am 10. Juni 1865 empfing er das Sakrament der Priesterweihe und später bekam er den Titel Hausprälat Seiner Heiligkeit.
Er wurde am 23. Juni 1878 zum Referendarprälaten der Apostolischen Signatur und am 3. April 1884 zum Auditor des Kardinalvikars ernannt. Später beriet er als Konsultor die Kongregation für die Evangelisierung der Völker und die Kongregation der römischen und allgemeinen Inquisition. Seit dem 23. November 1884 konnte er aufgrund seiner Ernennung zum Kanoniker der Patriarchalbasilika Santa Maria Maggiore den Sitzungen des Domkapitels beiwohnen.
Am 2. Dezember 1884 ernannte ihn Papst Leo XIII. zum Titularbischof von Amathus in Palaestina. Die Bischofsweihe spendete ihm am 21. Dezember desselben Jahres der Kardinalvikar Lucido Maria Kardinal Parocchi in der Kirche San Luigi dei Francesi; Mitkonsekratoren waren Peter Dufal CSC, Koadjutorbischof von Galveston, und Guillaume-Marie-Romain Sourrieu, Bischof von Châlons-sur-Marne. Mit der Ernennung zum Almosenier Seiner Heiligkeit am 20. September 1887 war er für soziale und karitative Fragen zuständig und am 25. November 1887 wurde er zum Titularerzbischof von Nicomedia ernannt. Am 17. Juli 1889 wurde er Kanoniker am Petersdom und am 29. November 1895 zum Titularpatriarch von Antiochien ernannt.
Am 19. Juni 1899 nahm ihn Leo XIII. als Kardinalpriester mit der Titelkirche San Crisogono in das Kardinalskollegium auf. Am 28. April 1901 wurde er in commendam Kardinalpriester von Santi Vito, Modesto e Crescenzia. Als Kämmerer des Heiligen Kardinalskollegiums verwaltete er vom 9. Juni 1902 bis zum 22. Juni 1903 die Finanzen des Kardinalskollegiums und war einer der wahlberechtigten Kardinäle des Konklaves 1903, das Pius X. wählte. Mit der Ernennung zum Kardinalbischof von Sabina am 27. März 1905 stieg er in die höchste Kardinalsklasse auf und wurde auf Lebenszeit Abt von Farfa. Pius X. vertraute ihm am 3. Juni 1911 als Präfekt die Leitung der Studienkongregation an. Durch die Ernennung zum Kardinalbischof von Frascati am 27. November desselben Jahres wechselte er das suburbikarische Bistum. Papst Pius ernannte ihn am 3. Januar 1914 zum Archivar und Bibliothekar der Heiligen Römischen Kirche, er behielt diese Position bis zu seinem Rücktritt im Jahre 1917. Vor der Teilnahme am Konklave 1914 erfolgte die Ernennung zum Präfekten der Konzilskongregation am 10. Februar des gleichen Jahres. Danach war er als Kommissar für die apostolischen Visitationen der italienischen Diözesen tätig.
Der Kardinal starb am 23. März 1919 im Alter von 77 Jahren in Rom und wurde in der Kapelle der Päpstlichen Universität Urbaniana auf dem Friedhof Campo di Verano beigesetzt.